# 'A lettera
'A lettera è il secondo album di Natale Galletta, sulla cui copertina è firmato "Natale Galletta e Jolanda".

## Tracce

### Lato A
1. 'A lettera
2. È doce 'a notte
3. Maria! Maria! Maria!
4. Bellezze 'e Napule
5. Tre rose rosse
6. I promessi sposi

### Lato B
1. Pè sempe tu
2. 'Na sera 'e gelusia
3. Nun me lassare cchiù
4. T'aggia sunnà
5. 'Nu vaso e 'na canzone
6. 'A minigonna